# Jan Pištěk (výtvarník)
Jan Pištěk (* 10. srpna 1961 Praha) je český akademický malíř a divadelní výtvarník.

## Život
Je výrazným představitelem generace umělců, kteří se objevili na výtvarné scéně koncem 80. let. Od dětství kreslil a maloval a středoškolské studium absolvoval na Výtvarné škole Václava Hollara. V letech 1981-1986 vystudoval Akademii výtvarných umění v Praze, obor figurální malba a krajinomalba u prof. F. Jiroudka. Modernistická manýra, vyučovaná za normalizace na AVU, mu nevyhovovala a věnoval se proto převážně vlastní tvorbě. Roku 1987 se zúčastnil neoficiální výstavy Konfrontace, pořádané ve vnitrobloku Špitálská ve Vysočanech a roku 1988 nezávislého Salonu pražských umělců na Výstavišti. Zúčastnil se také velké výstavy v Paláci mládeže v Moskvě, kde bylo poprvé možné bez kontroly vystavit to, co v Praze ještě režim netoleroval. Roku 1989 byl zařazen s několika dalšími vrstevníky do velké kolekce současné české malby v německém Esslingen.
Od roku 1990 byl asistentem v ateliéru prof. Bedřicha Dlouhého. Roku 1993 mu komise amerických kritiků udělila tvůrčí stipendium v USA a následující rok strávil jako stipendista v Jackson Hole ve Wyomingu a v New Yorku. V roce 1995 svou pedagogickou činnost ukončil, aby se mohl plně věnovat vlastním projektům, výstavním aktivitám a práci pro film a divadlo.
Žije a pracuje v Praze a Libři. Věnuje se malbě, grafice, filmovému a divadelnímu designu.

## Dílo

### Malířská tvorba
Od počátku tvorby vnímal inklinaci postmoderny k nefigurativnímu zobrazení a pokoušel se o překlenutí rozporu mezi reálným světem a abstrakcí tak, aby se respektovaly nároky a smysluplnost obou rovin. Ovlivnily ho symboly archaických mystérií i systémy moderních informačních kódů v podobě písma, obrazu a zvuku, ale v jeho obrazech jsou tyto znaky překryty abstraktním polem a neutralizovány např. prostřednictvím jemné šrafury. I v případě jeho Meteorologického cyklu jsou reálné znaky, známé z povětrnostních tabulek a předpovědi počasí, rozvedeny do autonomního abstraktního řádu linií, forem a plošných plánů krajiny, který se stane hlavním tématem obrazů. Abstraktní a reálný pól v jeho malbě střídavě dominují a vytvářejí napětí. Poté, co malíř na cestě k abstraktní formě dospěl ke zpřesnění a očištění malby, obrací se znovu ke krajině, kterou nepodává jako souhrn smyslových vjemů, ale jako intelektuální konstrukci (Landscape, 1994).
Pištěkova schopnost střízlivého a přesného odhadu vlastních možnosti, jeho (v původním slova smyslu) sebe-vědomí, dává jeho tvorbě vzácnou výrazovou uměřenost, naprostou adekvátnost vnější velikosti a vnitřního napětí, díky níž zde téměř není prázdných nebo plytkých míst. Pro obrazy z let 1987-1988 jsou charakteristické dvě navzájem mezi sebou oscilující polarity – abstrakce a realita. Zobrazením předmětu či znaku nevzniká antagonismus, protože obrazy jsou vlastně plošnou barevnou „architekturou“, která není sestavována z částí, ale je koncipována jako celistvý organismus a její jednotlivé články jsou jakoby dodatečně diferencovány ve znaky věcí. Znak zprostředkovaný systémem značek (symbolů) a barevných ploch není záznamem toho, co je v přírodě, ani toho, co je v prostoru. Jsou to „virtuální“ obrazy umožňující přenos autorovy myšlenky divákovi. Asketičnost, která se od samého počátku objevuje v Pištěkově tvorbě, má své pokračováni i ve volném cyklu obrazů Vegetace (1991) a vede k úplnému vyloučení všech iluzivních hodnot obrazu. Vytváří nový pojmový jazyk: logika obrazu je logikou na sebe navazujících forem, takže obraz existuje sám za sebe.
Konstruované, monochromně barevné krajiny, připomínající svým provedením techniku sítotisku, představují v autorově tvorbě návrat k "reálným" krajinám (Japonské zahrady, 1992, Šumava, 1993-1994, Vodopád, 1996). Malíř analyzuje jejich jednotlivé součásti a zároveň je vnímá jako prvky a stavy dějícího se nekonečného universa. V kontextu současné české malby představují určitou romanticko-dramatickou polohu. Jan Pištěk neusiluje o postiženi přírodního světa jako předmětu, ale o pochopeni světa jako řetězu stavů a událostí, jako dění.
Cyklus Budoucnost potřebuje jistotu (1995) představuje jisté vybočení z dosavadní tvorby. Tyto figurální obrazy reagují na "báječný nový svět šťastné reklamy" jako jistý druh společensky odlehčeného komiksu.Koncem 90. let se Jan Pištěk zabýval možnostmi virtuálního obrazu a využil možnosti počítačové animace. Tvorba technického obrazu je svým způsobem odosobněná. Anuluje umělcův rukopis, smazává hranici mezi jeho představivostí a nekonečnými variacemi práce počítače. Pištěk svou vlastní intuitivní tvorbu staví na roveň technických možností počítače, vyčkává, upozaďuje se a zároveň počítá se samozřejmostí a matematicky přesnou daností tvarů, jejichž vývoj lze v jakémkoli okamžiku zastavit. Jeho obrazy lidského těla jsou zpracovávané, přetvářené a mutované celky, vytvářené na podkladě kolážových vizí.
Pištěka zajímá mikrosvět viděný mikroskopem (Snímání vleže na zádech, 1997) stejně jako výtvarné uchopení fyzikální teorie (Červí díra, 2003) nebo dynamiky vesmírných dějů, zachycených v souboru fotografií pořízených NASA (Pulsar, 2004). Autor tento cyklus nazval Pravda versus fikce a sám ho komentuje: „ Pootevřel jsem dvířka do kouzelného světa, kde existuje jedenáct dimenzí, kde se černé díry vypařují a mizejí a odnášejí s sebou podivná tajemství, kde existují černé díry propojující dceřiné nebo paralelní vesmíry a umožňují tak cestování časem, do nekonečného prostoru, kde pravda je často smělejší a neuvěřitelnější než fikce". Pro jeho osobitý rukopis je charakteristická velkorysost malířského gesta i minimalistické detaily, jimiž doplňuje monumentální pojetí plochy. Prostředkem spojení našeho žitého světa a jeho obřadů s nevědomím jsou v obrazech vesmíru kultovní předměty indiánského kmene Tlingitů.
K cyklu Sny Mr. Williamse (2005) byly iniciačním zdrojem rozhovory o snech s anglickým podnikatelem a sběratelem umění panem Williamsem, žijícím v Praze. Pištěk spoléhá na barvu a její kontemplativní schopnosti a cítí potřebu velkého formátu, který vtáhne diváka do dění v obraze. Dovršením je cyklus krajin Fata morgana (2005) zobrazující barevné spektrum oblohy v různých atmosférických i denních dobách. V létě roku 2007 vznikl monumentální velkoformátový cyklus Krajin, který syntetizuje dosavadní umělcovu zkušenost. Estetický účin většiny abstraktních pláten je založen na zářivé barevnosti, kontrastu i dynamice. Jindy jsou plátna monochromní a dominuje veristická kresba stromů nebo vzdáleného pohoří (Plovoucí ostrovy, 2007, Neznámé pohoří, 2007). V souvislosti s Pištěkovou spoluprací s bratry Formany vznikl ve stejné době i cyklus obrazů pražských motivů, zasazených v divadelní perspektivě do kulis tvořených barevnými skvrnami (Z lodi bratří Formanů, 2009).
Rozměrné malby Jana Pištěka z cyklu Živly (2011) parafrázují přírodní úkazy: noční les, hvězdnou oblohu, bouři nad krajinou, mořský příboj, jícen vulkánu. Jeho bravurní, na barvě postavená gestická malba, nabízí obtížně uchopitelné a nezobrazitelné jevy jako vzájemné propojení vzduchu, vody a země, studeného i žhavého, temného a světlého, živého a neživého, trvalého a proměnlivého a dokáže vyvolat bohaté asociace. Paralelně vznikající cyklus Neviditelný život tmy je na první pohled abstraktní, nesený pouze kvalitou téměř monochromní malby. Teprve z blízkosti je patrná jemná struktura malby i předměty a drobné nečistoty, které malíř záměrně rozhodil v ploše obrazu. Efekt stříkaných přechodů či odstřikované barvy vytváří pomocí širokého štětce a silně ředěné akrylové barvy i vlhčením plátna pomocí stříkací pistole s vodou.
Roku 2013 Pištěk vystavil ve Veletržním paláci NG monumentální obraz Pod povrchem (3,95 x 13,90 m), který vznikal během dvou let přemalováním plátna, původně sloužícího jako ochrana podlahy v malířských ateliérech Národního divadla v Praze. Kompozice obrovských rozměrů, připomíná opuštěné postapokalyptické město, podzemí plné jinak neviditelných inženýrských sítí a ruin. Výstavu shlédlo během čtyř měsíců 56 tisíc návštěvníků.
Poslední tvorba Jana Pištěka pracuje s barvou nikoliv jako průhledným nemateriálním médiem, ale jako s hmotou, z níž se rodí vše stvořené. Dramatičnost některých obrazů je podtržena jejich svislým členěním, v němž se střetávají barevná energetická kvanta. Malíř nevnucuje skutečnosti tvar ani jí nepřikazuje formu, ale barva sama, vedena v ploše plátna autorovými zásahy a jeho představou o finálním tvaru, jako by určovala událost obrazu. Jeho tvůrčí proces je cesta odkrývající svět v permanentním zrodu, svět stále fluidní, stále neuchopitelný, stále znovu vyvstávající.

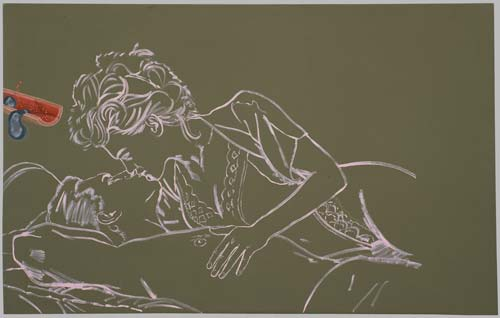
Z cyklu Budoucnost potřebuje jistotu (1996)
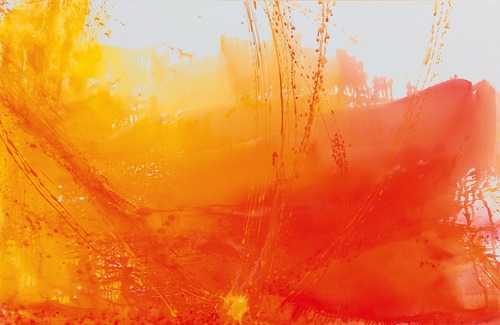
Gejzír (2009)
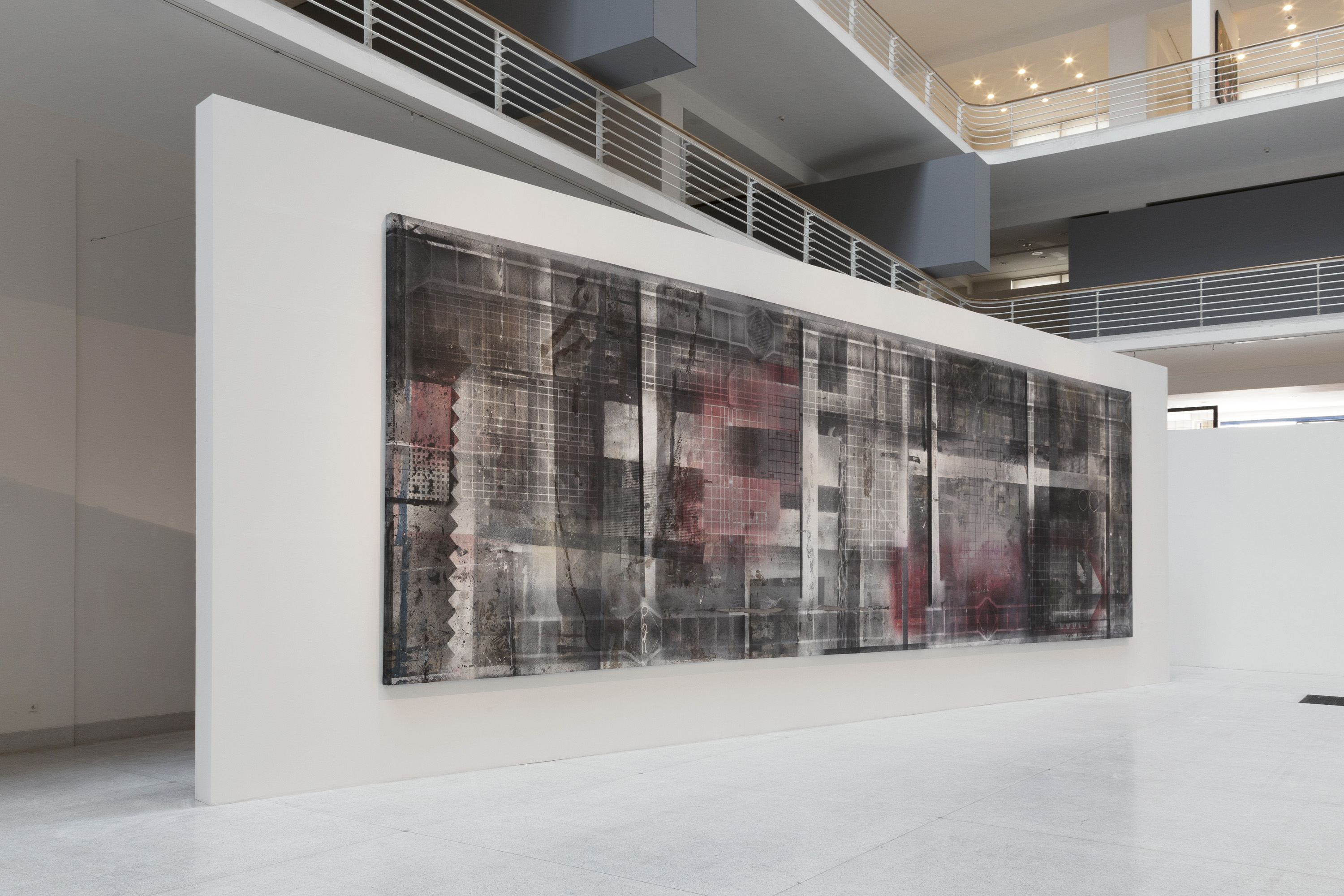
Pod povrchem, Veletržní palác, Národní galerie Praha (2013)
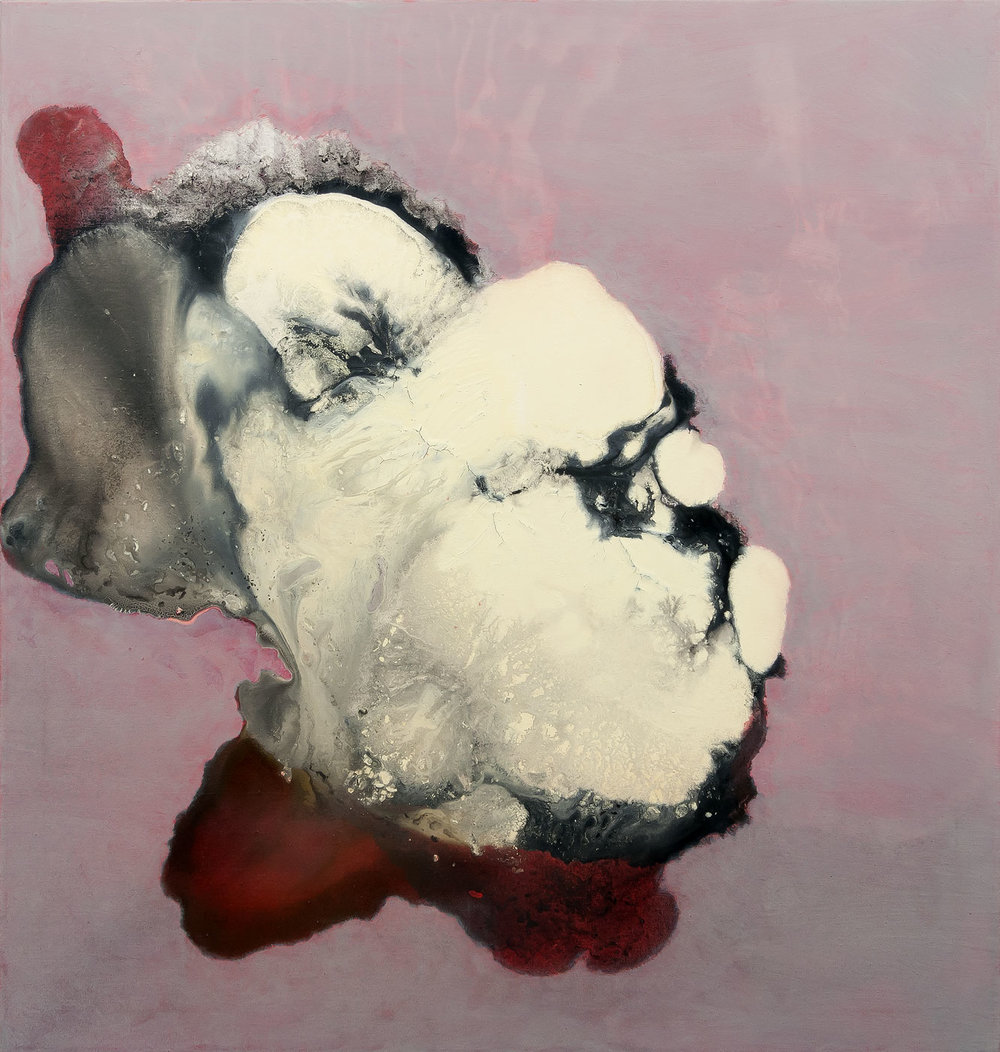
Profil (2015-2016)

#### Samostatné výstavy (výběr)
- 2017 Jan Pištěk: Variabilita, Galerie Morzin, Vrchlabí
- 2017  K okraji viditelného, Špálova galerie, Praha
- 2015  Out of control, Galerie Aspekt, Brno
- 2014  Vzájemná přitažlivost, Galerie Nová síň, Praha
- 2013  Pod povrchem, Veletržní palác, NG Praha
- 2011  Živly, Galerie 1. patro, Praha
- 2009  Praha, Galerie ViaArt, Praha
  - Jan Pištěk, obrazy, Galerie Aspekt, Brno
  - Jan Pištěk: Paměť obrazů, Děkanský chrám Nanebevzetí Panny Marie, Most
- 2008  Link4Pictures, Výstavní síň Mánes, Praha
  - Jan Pištěk, Výstava stodvacátápátá, Výstavní síň Sokolská, Ostrava
- 2007 Mezi Nebem a Zemí, Galerie Špejchar, Chomutov
  - Z ateliéru, výstavní prostor hotelu Thalia, Praha
- 2006 Sny Mr. Williamse, Galerie kritiků, palác Adria, Praha
- 2004 Pravda versus fikce, Galerie Louvre, Praha
- 2000 Výběr z obrazů, centrální budova banky Austria/Creditanstalt, Praha
- 1999 Neohraničené důvěrnosti, Galerie Pecka, Praha
- 1998 Jan Pištěk, Centre tchéque de Paris, Paris, France
- 1997 Snímání vleže na zádech, Galerie Behémót, Praha
- 1996 Landscape, Galerie im Schloss Porcia, Spittal/Drau, Austria
- 1996 Budoucnost potřebuje jistotu, Galerie Behémót, Praha
  - Ticho, teplo, tekutiny (společně s Tomášem Císařovským a Jiřím Kovandou), Galerie JNJ, Praha
- 1995 Výběr z díla, Alšova jihočeská galerie v Hluboké nad Vltavou; Dům u Černé věže, České Budějovice
  - Krajina, Galerie mladých, Brno
- 1994 Neposkvrněná, Galerie Behémót, Praha
- 1993 Hledání míry, Galerie Nová síň, Praha
- 1992 Pištěk, Hauser, Pribik, Landespavilon, Baden‑Württenberg, Stuttgart, Germany
- 1990 Jan Pištěk – obrazy, Galerie Mladá fronta, Praha
- 1988 Holečkova II (společně s Karlem Kovaříkem a Tomášem Císařovským), Praha
- 1987 Holečkova I (společně s Karlem Kovaříkem), Praha

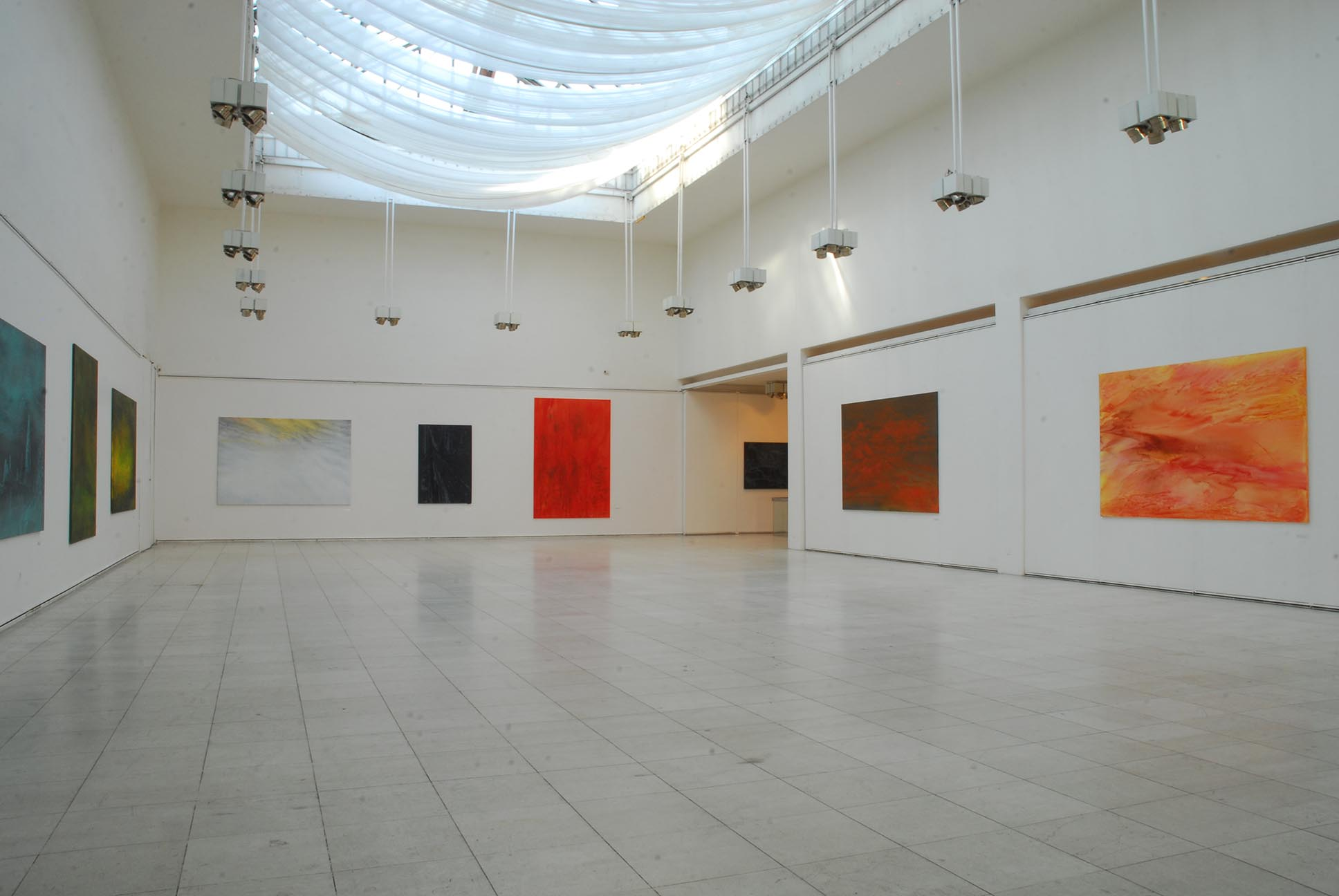
Jan Pištěk, Link4Pictures, Výstavní síň Mánes (2008)
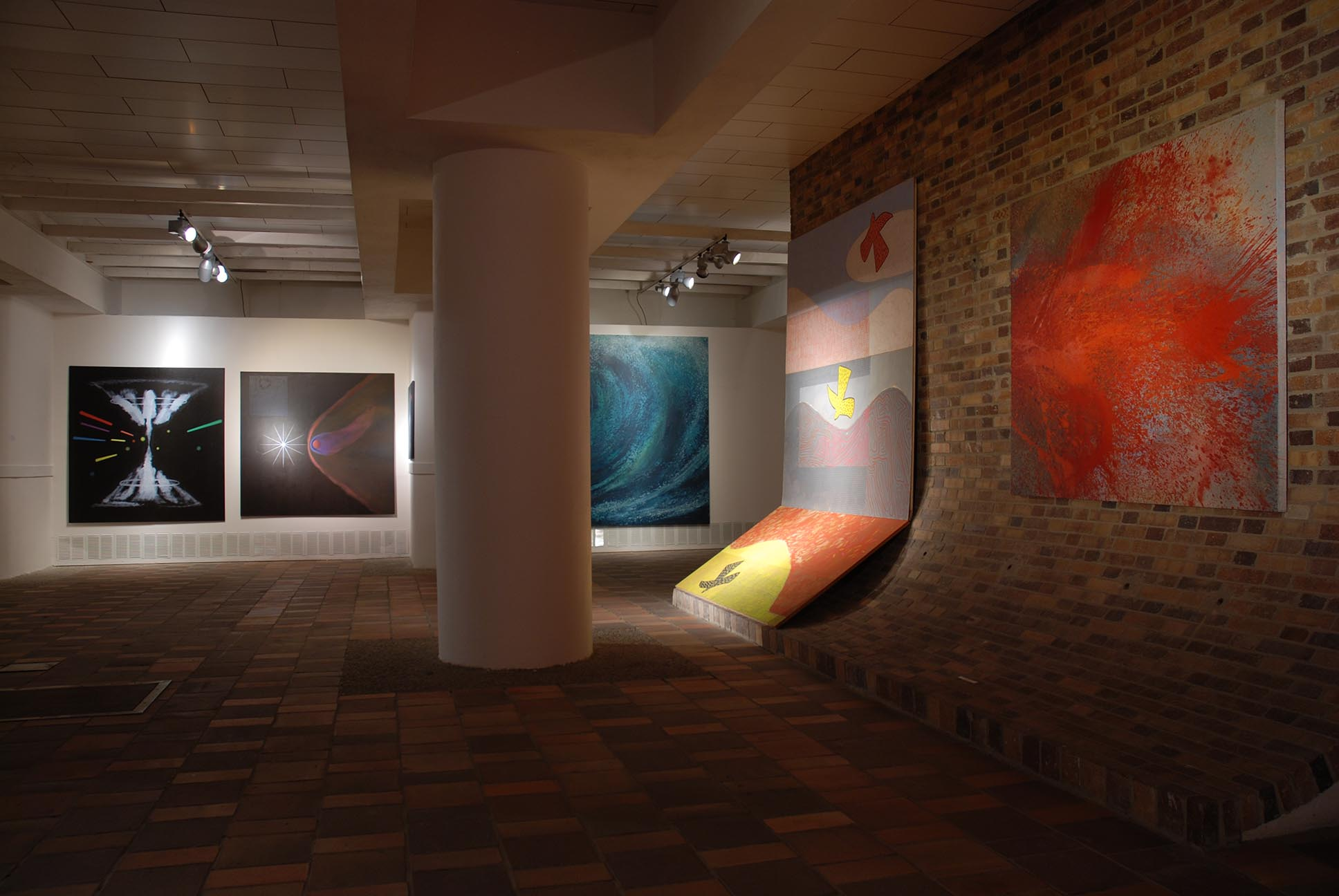
Jan Pištěk, Paměť obrazů, Děkanský chrám Nanebevzetí Panny Marie, Most (2009)
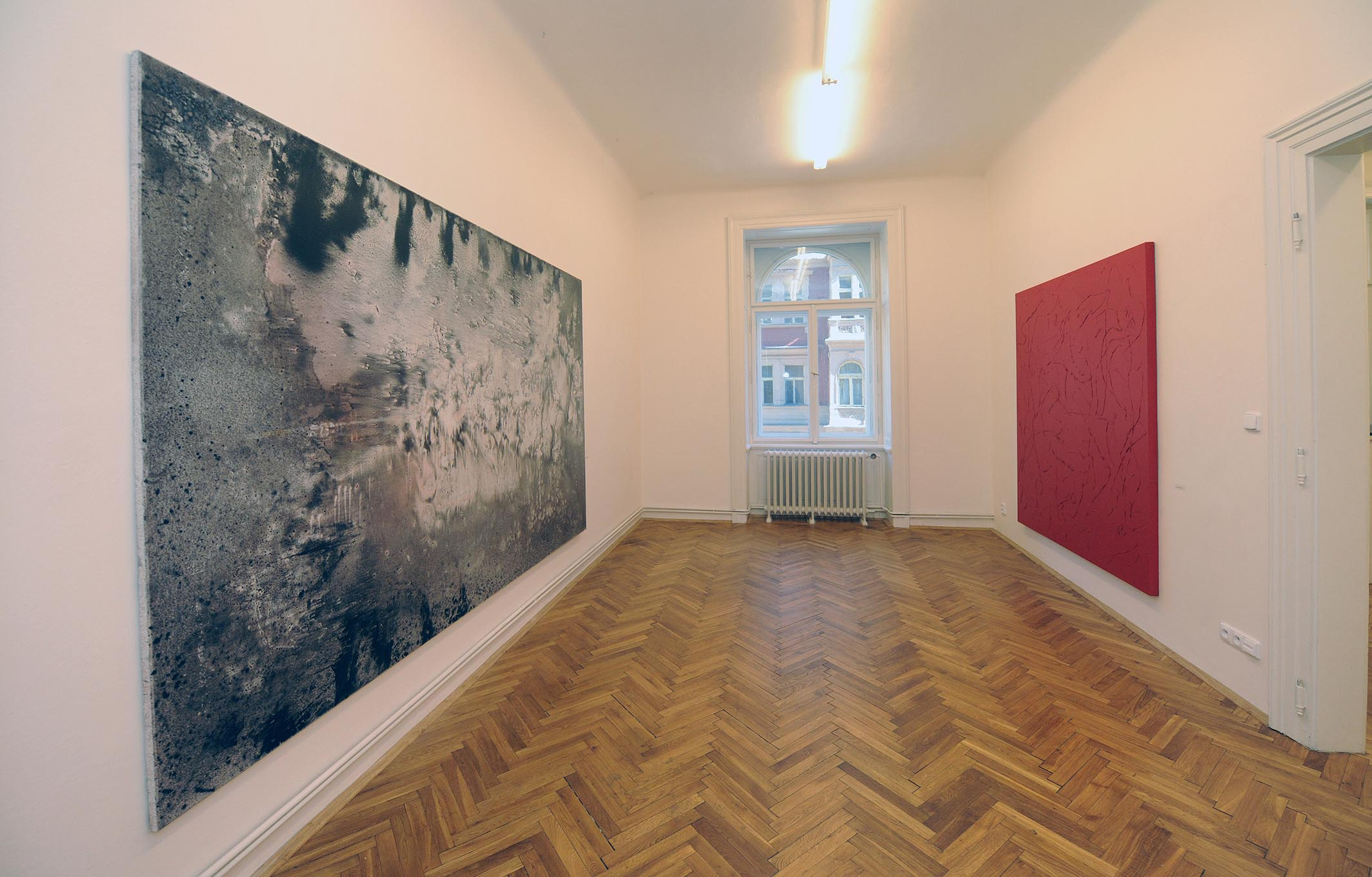
Jan Pištěk, Živly, Galerie 1. patro, Praha (2011)
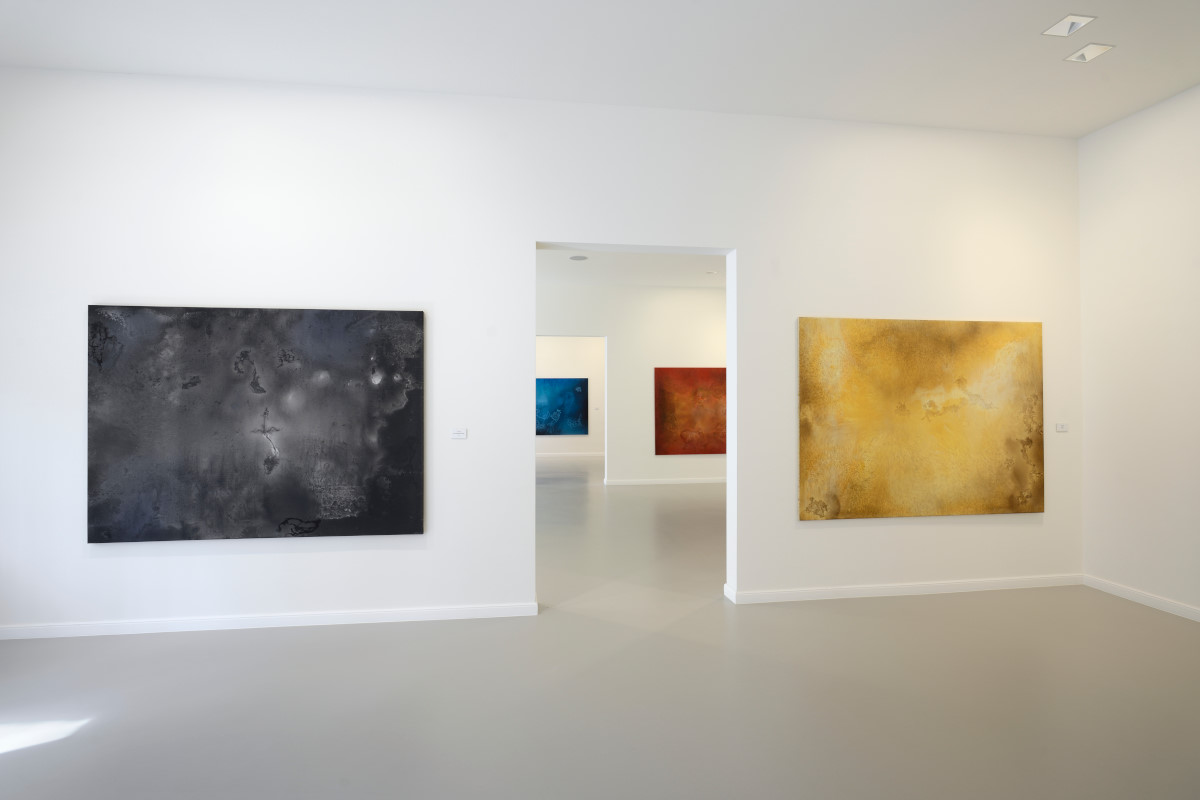
Jan Pištěk, obrazy, Galerie Aspekt, Brno (2015)
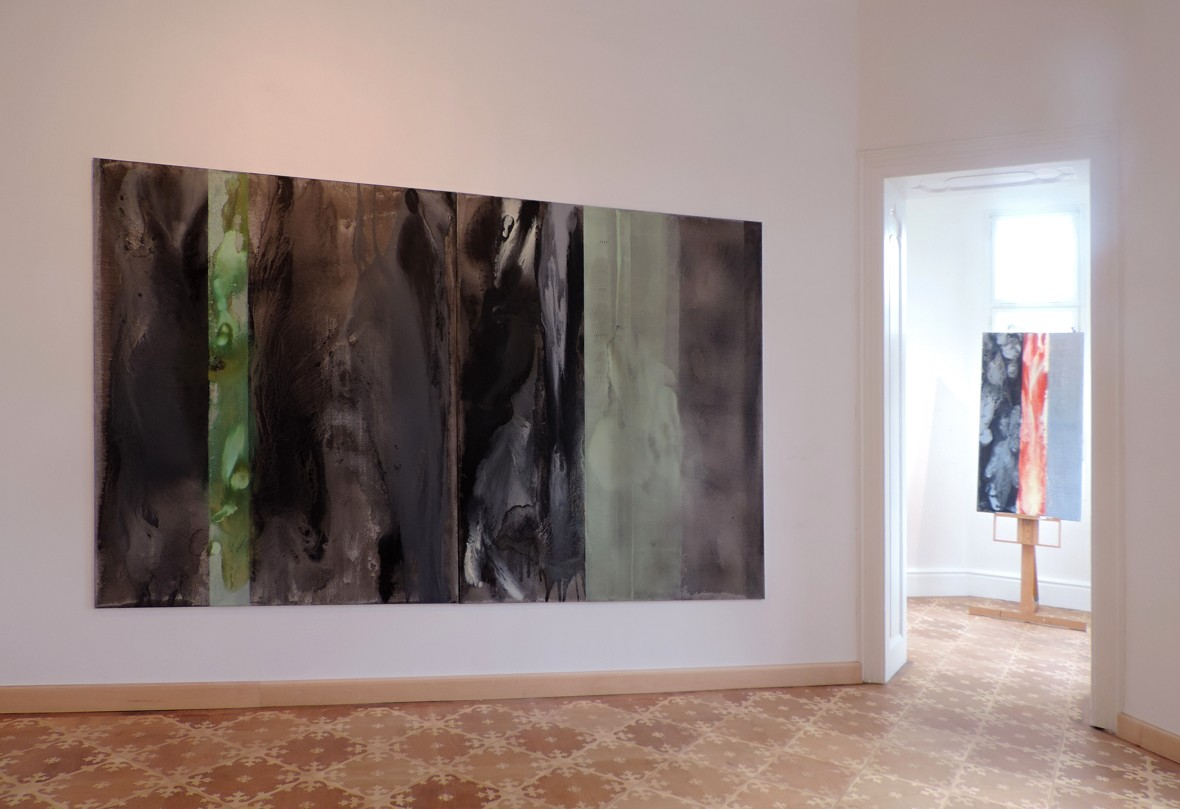
Jan Pištěk, Variabilita, Galerie Morzin, Vrchlabí (2017)

### Zastoupení ve sbírkách
- Národní galerie v Praze
- Galerie hlavního města Prahy
- Kunsthalle Praha
- Sbírka manželů Lettenmayerových
- Alšova jihočeská galerie v Hluboké nad Vltavou
- Galerie Behémót a další soukromé sbírky v ČR i zahraničí

### Kostýmní tvorba

#### Ve spolupráci s Theodorem Pištěkem
- divadelní muzikály Rusalka a Monte Cristo
- americké filmy Duna (2000) a Děti planety Duna (2003), pro českou produkci Milk and Honey Pictures

#### Samostatně
- Nachové plachty – výtvarná spolupráce na představení, 2001, Divadlo bratří Formanů
- Kráska a zvíře (La Belle et la Bete) – minimalistická opera Philipa Glasse v režii Petra Formana, 2003, Národní divadlo
- Dobře placená procházka – nové nastudování jazzové opery Jiřího Suchého a Jiřího Šlitra v režii Miloše a Petra Formana, 2007, Národní divadlo

### Katalogy
- Jan Pištěk, texty Jana Ševčíková, Jiří Ševčík, 12 s., Kulturní středisko Blatiny, Praha 1990
- Jan Pištěk: Obrazy z let 1986 - 1990, text Eva Neumannová, Galerie Fronta 1990
- Jan Pištěk: Hledání míry, text Jana Ševčíková, 32 s., Galerie Nová síň, Praha 1993
- Jan Pištěk, text Vlastimil Tetiva, 40 s., Alšova jihočeská galerie v Hluboké nad Vltavou 1995, ISBN 80-85857-03-0
- Jan Pištěk: Neohraničené důvěrnosti, text Jana Irmanová, 28 s., Galerie Pecka, Praha 1999
- Jan Pištěk: Pravda versus fikce, texty Jan Pištěk, Anna Irmanová, 36 s., Galerie Louvre Praha 2004
- Jan Pištěk: Link4pictures, texty Ivan Neumann, Martin Dostál, Anna Irmanová, Jiří Šetlík, Arbor vitae, Řevnice 2008, ISBN 978-80-87164-006
- Jan Pištěk: Paměť obrazů / Memory of Pictures, text Petr Svoboda, Galerie výtvarného umění v Mostě 2009
- Tomáš Pospiszyl, Živly / Elements, 88 s., Arbor vitae, Řevnice 2011, ISBN 978-80-87164-73-0
- Jan Pištěk: K okraji viditelného, text Ivan Neumann, Galerie Václava Špály, PPF Art, a. s., Praha 2017

### Ostatní
- Radan Wagner, (Ne)očekávané náhody. Třicet rozhovorů o umění, 373 s., Nakl. Lidové noviny, Praha 2010, ISBN 978-80-7422-045-6